# Костас Сиганидис
Константинос (Костас) Христу Сиганидис (на гръцки: Κώστας Σιγανίδης) е гръцки политик от XX век, депутат и областен управител.

## Биография
Роден е в 1924 година в южномакедонския град Воден, Гърция. Завършва право. На изборите в 1963 и на тези в 1964 година е избран за депутат от ном Пела със Съюза на центъра.
След падането на хунтата отново е кандидат на изборите в 1974 година със Съюз на центъра-Нови сили, без да бъде избран, въпреки че получи 2192 гласа.
През март 1982 година е назначен за номарх на Костур, като служи на тази длъжност в продължение на една година, до 1983 година.